# Pasadur
Pasadur je naselje u Republici Hrvatskoj, u sastavu Općine Lastovo (općina), Dubrovačko-neretvanska županija. 
U mjestu se nalazi jedini hotel na otoku, Solitudo izgrađen 1981. godine. Mjesto se nalazi 3 km od Ubli. Tu su smješteni mnogobrojni vojni objekti (i bunkeri) bivše Jugoslavenske ratne mornarice koja je boravila na Lastovu 18 godina, do svibnja 1992. Danas su razrušeni i u zapuštenom stanju. Poviše Pasadura nalazi se Jurjev vrh s kojeg puca odličan pogled na Pasadur i Uble. 

## Stanovništvo
Prema popisu stanovništva iz 2001. godine, naselje je imalo 77 stanovnika te 22 obiteljskih kućanstava.
| broj stanovnika |       |       |       |       |       | 5     |       | 2     | 3     | 25    | 10    | 3     | 51    | 79    | 77    | 100   | 88    |
|                 | 1857. | 1869. | 1880. | 1890. | 1900. | 1910. | 1921. | 1931. | 1948. | 1953. | 1961. | 1971. | 1981. | 1991. | 2001. | 2011. | 2021. |

Iskazuje se od 1991. kao samostalno naselje nastalo izdvajanjem iz naselja Uble. Do 1971. kao dio sadržan u naselju Lastovo. Kao dio naselja iskazuje se od 1910. U 1921. podaci su sadržani u naselju Lastovo.

## Galerija
- Hotel Solitudo
- Objekt mornarice
- Bunker bivše JNA

## Vanjske poveznice
- Turistička zajednica Općine Lastovo
- Portal za PP Lastovo  Arhivirana inačica izvorne stranice od 27. lipnja 2012. (Wayback Machine)